# Салданья, Жуан
Жуан (Жоан) Алвес Жобин Салданья (порт.-браз. João Alves Jobin Saldanha; 3 июля 1917, Алегрети, штат Риу-Гранди-ду-Сул — 12 июля 1990, Рим) — бразильский футболист, футбольный тренер и журналист. Был тренером, который вывел сборную в финальную часть чемпионата мира 1970, выигранного бразильцами. При нём сборная выиграла в последних 12-ти проведённых матчах.

## Биография
Жуан Салданья родился в городе Алегрети, в штате Риу-Гранди-ду-Сул в семье фермеров, получивших надел в 1912 году, по другим данным он был сыном адвоката Варгаса. В возрасте 6-ти лет он начал контрабандно перевозить оружие через границу между Бразилией и Парагваем. В возрасте 14-ти лет он переехал в Рио-де-Жанейро. В 20-летнем возрасте он стал лидером студентов Коммунистической партии, в которой состоял до конца своей жизни. Салданья получил образование нотариуса.
Футбольную карьеру он начал играя на пляжах Копакабана и Ипанема, затем выступал в клубе «Ботафого», где сыграл несколько сезонов, вместе с этим Салданья играл и в баскетбол. Позже он стал спортивным журналистом, в чём прославился, став одним из самых знаменитых пишущих журналистов Бразилии, а затем проявив себя в роли теле- и радиокомментатора. Он давал часто резкие, но всегда взвешенные критические отзывы о игроках, тренерах и командах в бразильском футболе. Салданья принял участие, в качестве хрониста, в великом походе китайских коммунистов и Нормандской операции. Попасть за границу Салданья смог только по поддельным документам.

«Тот, кто не самый сильный, тот должен быть самый лучший». Лозунг Салданьи, придуманный им для чемпионата штата Рио-де-Жанейро 1957 года.

В 1957 году футбольный клуб «Ботафого», находящийся в то время в кризисе, предложил ему пост главного тренера команды, несмотря на отсутствие у него опыта. Причиной этого стала то, что у клуба из-за отсутствия тренера срывалась финансово выгодная поездка, а Салданья был рядом с командой, подрабатывая в ней переводчиком, администратором и советником по тактике (с 1955 года). На первой тренировке Салданья сказал:

«Вы видите, парни, эту правую полосу поля — от нашей штрафной площадки до ворот противника? Сюда, на правый фланг, никому из вас я не разрешаю совать нос. Это — коридор Манэ Гарринчи. Все остальные должны играть в центре и слева. К Манэ и близко подходить не смейте. Пусть делает здесь что захочет, а ваше дело ждать от него пас и бить по воротам…».

В том же году клуб выиграл чемпионат штата, единственный трофей, завоёванный «Ботафого» в период тренерства Салданьи. Одним из самых главных нововведений Салданьи стало неформальное отношение к игрокам, он говорил:

«Если вы в ходе матча почувствуете, что моя установка не даёт результатов, меняйте игру, не оглядываясь на меня…».

В 1959 году он покинул клуб в знак протеста против продажи клубом Диди и Пауло Валентима, хотя само его положение было шатким из-за конфликтов с игроками и руководством клуба. После увольнения Салданья вновь занялся журналистикой
В 1968 году президент Бразильской конфедерации футбола Жоао Авеланж предложил Салданье пост тренера сборной в надежде, что журналисты, постоянно критикующие команду, снизят огонь «критики» из-за того, что командой бы управлял один из них. На пресс-конференции, по случаю назначения, Салданья перечислил список из 11 игроков основного состава и 11-ти дублёров, с которыми он намеревался выйти в финальную часть чемпионата мира 1970 в Мексике, а затем выиграть турнир: «Наша бразильская сборная должна быть для нас как любимая самба: каждый бразилец должен знать припев…». До этого момента ни один тренер сборной так рано не оговаривал список игроков футболистов, которые составляли состав команды. На той же пресс-конференции он сказал:

«В Бразилии живет 80 миллионов человек, которые могут предложить мне 80 миллионов вариантов сборной команды… Но на поле выйдет моя команда. Та, которую я предложу».

Бразильская футбольная общественность была очень недовольна выступлением команды на чемпионате мира в Англии, где сборная не смогла преодолеть групповой этап. Одним из главных причин неудачной игры было, по мнению многих, отсутствие системообразующей команды, вокруг игроков которой могла бы строиться сборная Бразилии. Салданья решил эту проблему путём привлечения в сборную игроков «Сантоса». Салданья использовал игровую схему 4-2-4, для того, чтобы иметь возможность использовать 5 игроков, Пеле, Дирсеу Лопеса, Жерсона, Тостао и Жаирзиньо. Салданья назвал эту группу игроков — «Хищники», а вся команда стала называться «Хищники Салданьи».
В 1969 году команда сыграла 6 матчей и во всех 6-ти одержала победу с разницей мячей 23:0. Но несмотря на удачные результаты, Салданья был публично раскритикован главным тренером «Фламенго», Доривалом Устричем, который в тот же период проработал 1 матч главным тренером команды. Дошло до того, что Салданья даже размахивал перед Устричем пистолетом и стрелял в воздух. Также он поступил с голкипером сборной, Мангой, обвинённым в «сдаче» матчей. Это поведение Салданьи вызвало одобрение торсиды; он был поддержан в качестве тренера сборной 78 % населения Рио и 68 % населения Сан-Паулу. Также Салданья смог со сборной победить чемпионов мира, англичан на «Маракане» со счётом 2:1. В целом, в первых 13 играх команда Салданьи одерживала только победы, общая разница мячей составляла 50:9.

«Главное, мы должны всегда иметь в защите на одного больше. Когда соперник атакует вдвоём, мы защищаемся втроём; когда подключается к атаке третий, четвертый, пятый нападающие противника, мы оттягиваем в оборону четвёртого, пятого, шестого игрока. Один у нас всегда должен быть свободным…».

Однако отношение с руководством Конфедерации футбола Бразилии начало ухудшаться. Салданья был ярым коммунистом, а Бразилия управлялась профашистским режимом, который поддерживал президент страны, Эмилиу Гаррастазу. Из-за этого он начал критиковаться Жарбасом Пассаринью, министром образования. К тому же Гаррастузу начал навязывать Салданье игроков, главным образом, игрока «Атлетико Минейро», Дада Маравилью. На это Салданья сказал:

«Игроков выбираю я. Когда президент выбирал себе министров, он не спросил моего мнения».

Ко всему Салданья выбирал игроков всех цветов кожи, не делая предпочтений для светлокожих футболистов, что не нравилось руководству страны. Ещё одной проблемой являлось участие Пеле, которому он не мог подобрать правильное место на поле, и то обстоятельство, что из-за проблем со зрением Пеле не мог играть в полную силу, что делало возможным неучастие в турнире «Короля футбола». Вскоре начались конфликты с ассистентом Салданьи, который покинул тренерский штаб сборной. 17 марта 1970 года Жоао Авеланж освободил Салданью с поста тренера сборной Бразилии. Он проработал с национальной командой 406 дней. Сначала сборная была предложена Дино Сани, но тот отказал, после чего команду возглавил Марио Загалло, двукратный чемпион мира.
После сборной Салданья возвратился в журналистику, работал в журнале Placar. Он умер в 1990 году, в возрасте 73 лет в Риме, где находился для того, чтобы комментировать чемпионат мира. Причиной смерти стала лёгочная эмфизема из-за табакокурения, которым страдал Салданья.
21 декабря 2009 года в честь Салданьи была установлена бронзовая статуя на аллее славы Мараканы.

## Достижения
- Чемпион штата Рио-де-Жанейро: 1957